# Municipio de New Hope (Iowa)
El municipio de New Hope (en inglés: New Hope Township) es un municipio ubicado en el condado de Union en el estado estadounidense de Iowa. En el año 2010 tenía una población de 623 habitantes y una densidad poblacional de 6,78 personas por km².

## Geografía
El municipio de New Hope se encuentra ubicado en las coordenadas 41°6′37″N 94°4′14″O / 41.11028, -94.07056. Según la Oficina del Censo de los Estados Unidos, el municipio tiene una superficie total de 91.92 km², de la cual 91,88 km² corresponden a tierra firme y (0,04 %) 0,04 km² es agua.

## Demografía
Según el censo de 2010, había 623 personas residiendo en el municipio de New Hope. La densidad de población era de 6,78 hab./km². De los 623 habitantes, el municipio de New Hope estaba compuesto por el 96,79 % blancos, el 0,32 % eran afroamericanos, el 1,44 % eran amerindios, el 0,16 % eran asiáticos, el 0,64 % eran de otras razas y el 0,64 % eran de una mezcla de razas. Del total de la población el 1,44 % eran hispanos o latinos de cualquier raza.